# Varna (província)
Varna (búlgaro: Варна) é um distrito da Bulgária. Sua capital é a cidade de Varna.

## Municípios
|    |              |                        |
| Nº | Nome         | População (censo 2001) |
| 1  | Avren        | 8.714                  |
| 2  | Aksakovo     | 19.118                 |
| 3  | Beloslav     | 11.131                 |
| 4  | Bjala        | 3.413                  |
| 5  | Varna        | 320.668                |
| 6  | Vetrino      | 7.023                  |
| 7  | Vălči Dol    | 12.973                 |
| 8  | Dolni čiflik | 20.217                 |
| 9  | Devnja       | 9.683                  |
| 10 | Dălgopol     | 15.902                 |
| 11 | Provadia     | 25.718                 |
| 12 | Suvorovo     | 7.658                  |